# Медресе Хатхазари
Аль-джамиатуль ахлия даруль-улюм муинуль-ислам (бенг. আল্‌-জামিয়াতুল আহ্‌লিয়া দারুল উলূম মুঈনুল ইসলাম от араб. الجامعة الأهلية دار العلوم معين الإسلام‎), известно как Медресе Хатхазари (হাটহাজারী মাদ্রাসা) или Боро мадраса (বড় মাদ্রাসা — «Большое медресе») — исламское учебное заведение в Хатхазари, Читтагонг , Бангладеш, основанное в 1896 году. Является старейшим и крупнейшим медресе в Бангладеш. По данным 2009 отчета Национального бюро азиатских исследований (США) медресе Хатхазари входит в десятку лучших медресе Индийского субконтинента.

## История
Медресе Хатхазари является вторым по величине исламским университетом в индийском субконтиненте. Оно было создано в 1896 году и в 1901 году было перенесено на нынешнее место в город Хатхазари. В конце XIX века британская система образования противоречило исламской культуре этого региона. Для сохранения религиозного образования в центре традиционного исламского образования Индийского субконтинента в 1866 году была создана Дар уль-Улюм Деобанд.
Для этой же цели, несколько известных улемов портового города Читтагонг приняла решение о создании собственного медресе, обучающего по той же системе, что и Даруль Улюм Деобанд. Маулана Ашраф Али Санви дал распоряжение своему ученику Маулане Хабибулле, Мауланн Абдул-Вахиду, Азизуру Рахману и Маулане Абдул-Хамиду построить медресе .
В настоящее время Медресе Хатхазари концентрирует вокруг себя тысячи мелких медресе, мечетей, мактабов и молитвенных домов. Начиная с 2004 года к Медресе Хатхазари стало приковано внимание средств массовой информации в связи с утверждениями о том, что в этом медресе обучают «террористов». В феврале 2010 года после столкновения с полицией 40 студентов медресе были арестованы, но вскоре освобождены.

## Известные выпускники
- Мухаммад Файзуллах[англ.]
- Абдуррахман (муфтий Бангладеш)[англ.]
- Ахмад Шафи[англ.]
- Музанур Рахман Сайид[англ.]